# Leieslag
De Leieslag was een veldslag in de Tweede Wereldoorlog aan de rivier de Leie in België en Noord-Frankrijk.
Toen op 10 mei 1940 het Duitse leger Nederland, België en Luxemburg aanviel, rukten de Duitsers snel op en op 21 mei lag de frontlijn bij de Schelde in Oost-Vlaanderen, terwijl in Frankrijk pantsertroepen al doorgedrongen waren tot aan de kust bij Abbeville. Het Belgische leger verschanste zich achter de Leie en heeft daar zijn enige echte slag geleverd. Van 24 mei 1940 tot aan de capitulatie op 28 mei 1940 gaf het slechts enkele kilometers terrein prijs. Er sneuvelden circa 3000 Belgische soldaten. Ook aan Duitse zijde vielen vermoedelijk duizenden slachtoffers. Alleen al op 27 mei telde het Duitse leger bij Vinkt 150 doden en 1500 gewonden.
Door deze veldslag dekte het Belgische leger mede Operatie Dynamo voor de aftocht van de British Expeditionary Force via Duinkerke in de Slag om Duinkerke (1940).

16 mei: pantsertroepen steken de Maas over
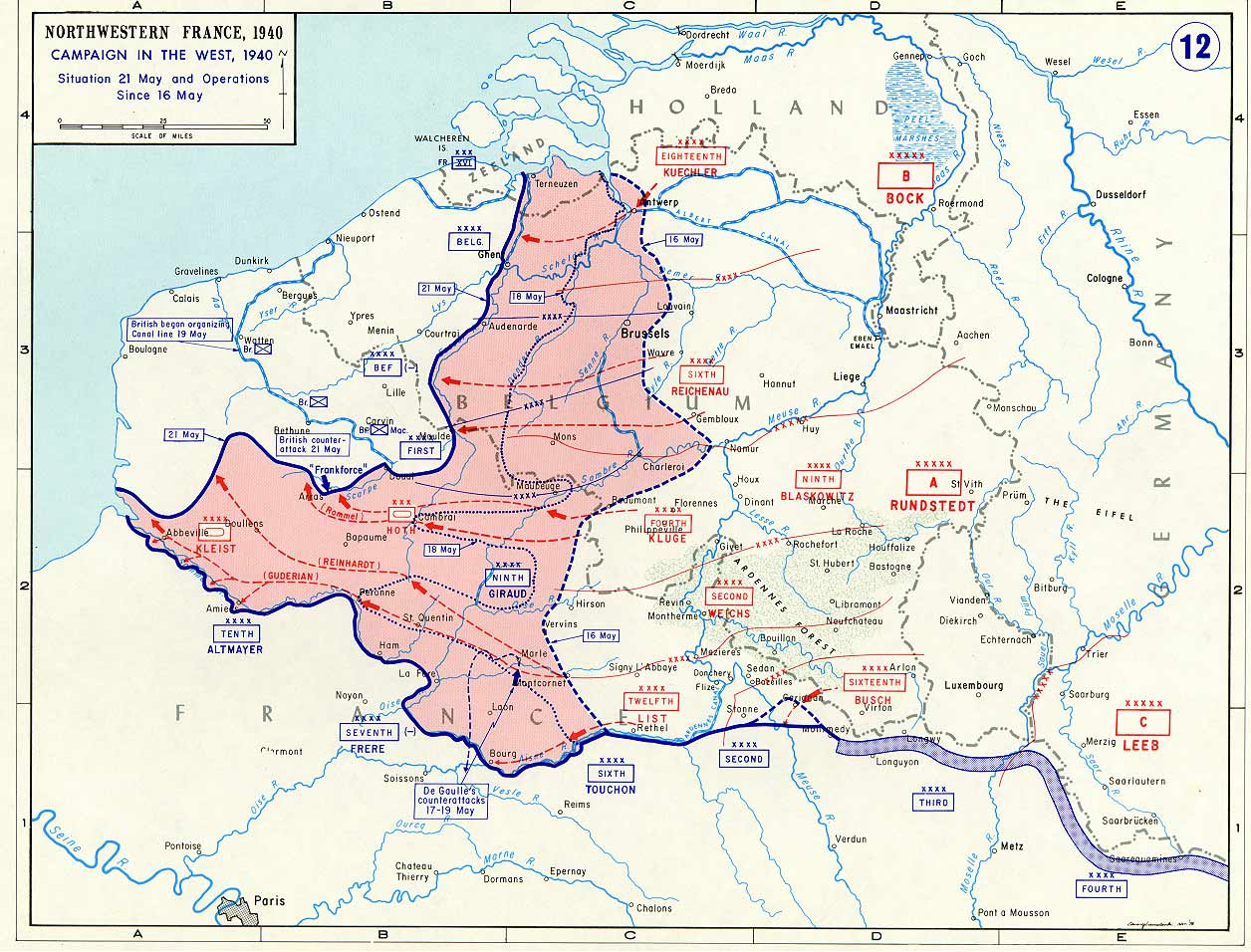
21 mei: pantsertroepen in Abbeville
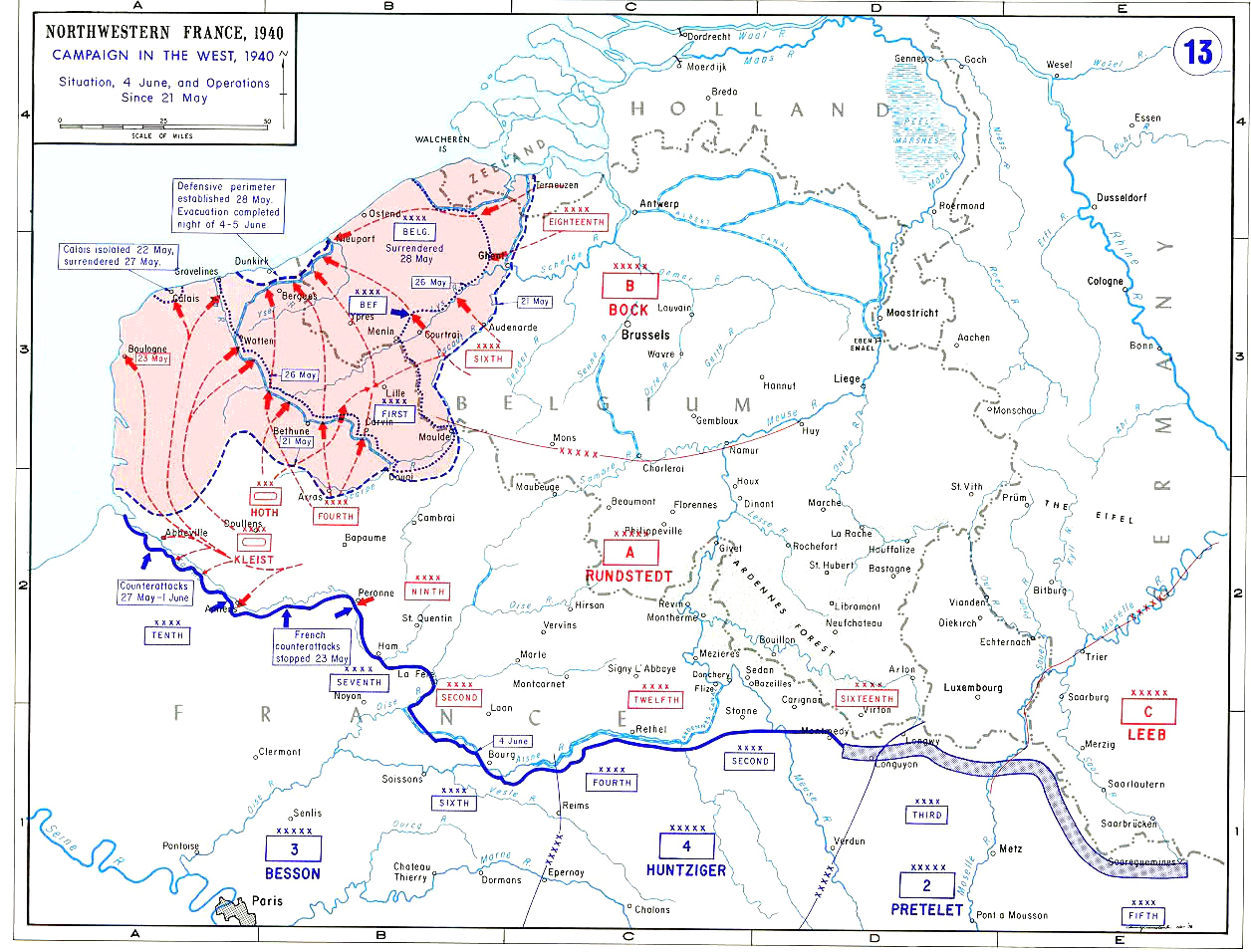
tot 4 juni: aftocht bij Duinkerke